# Aktieförvaltningsbolag
Ett Aktieförvaltningsbolag ibland även kallad investeringsföretag är ett bolag, särskilt en affärsbank, organiserad för att utföra förtroendeuppdrag åt truster och byråer. Det är normalt att de ägs av en av tre typer av strukturer: en självständig partnerskap, en bank eller en advokatbyrå, som var och en har specialiserat sig på att vara en förvaltare av olika typer av truster och förvalta dödsbon.[källa behövs]

## Truster
Benämningen "trust" refererar till möjligheten av institutets notariatavdelning att fungera som en förvaltare - någon som förvaltar tillgångar för en annan. Tillgångarna förvaltas vanligtvis via någon form av Trustlagstifning, ett rättsligt instrument som klargör mottagarna och vad pengarna kan användas till. I Sverige saknas lagstiftning om truster, men stiftelser kan sägas fylla en delvis liknande funktion.

## Förvaltarens roll
En förvaltare ska förvalta investeringar, bevara, förvalta tillgångar och förbereda domstol inventeringar, betala räkningar och (beroende på vilken typ av förtroende) sjukvårdskostnader, välgörande gåvor, arv eller annan fördelning av inkomster och huvudman.